# Nikon 1 J1
Nikon 1 J1 — беззеркальный цифровой системный фотоаппарат системы Nikon 1 компании «Никон», предназначенный для фотографов-любителей.
Фотоаппарат анонсирован 21 сентября 2011 года, начало продаж было намечено на 20 октября. Одновременно компания представила топ-модель Nikon 1 V1 и четыре объектива для новой системы.
Модель предлагается в белом и чёрном цвете, а на некоторых рынках и в других цветах, в частности, в серебристом, красном и розовом. Цвет объективов в комплекте совпадает с цветом фотоаппарата.

## Преемники

### Nikon 1 J2
9 августа 2012 года представлена обновлённая модель J2. Она отличается металлическим корпусом, экраном с выросшим до 921 тысячи пикселей разрешением, дополнительными возможностями по съёмке со спецэффектами. К цветам корпуса добавился оранжевый. Фотоаппарат ожидается в продаже в сентябре, рекомендуемая цена комплекта с объективом 10-30 мм — 550 долларов США, что на 100 долларов меньше, чем стоимость J1 в момент начала продаж.
Интересной особенностью камеры является возможность высокоскоростной съёмки видео.
Одновременно компания объявила о новом объективе 1 NIKKOR 11-27.5mm f/3.5-5.6 (цвет — чёрный или серебристый), который совместим со всей линейкой J1, и корпусе для подводной съёмки WP-N1 для J1 и J2. Их рекомендуемая стоимость — 190 и 750 долларов, соответственно
.

### Nikon 1 J3
Представлен 8 января 2013 года вместе с Nikon 1 S1, отличается от J2 уменьшенной на 5 мм шириной корпуса, 14-мегапиксельной матрицей и увеличенной до 15 кадров в секунду скоростью съёмки. Предлагается в пяти вариантах цветов для корпуса и объективов: серебристый, красный, белый, чёрный и бежевый.